# Pásechnaya (Sochi)
Pásechanaya (del ruso: Пасечная) es un microdistrito perteneciente al distrito Central de la unidad municipal de la ciudad-balneario de Sochi del krai de Krasnodar del sur de Rusia. 
Está situado en la zona central septentrional del distrito, sobre la cumbre de la colina Pasechanaya y sus laderas hasta la orilla derecha del río Sochi.